# Ceropegia yemenensis
Ceropegia yemenensis är en oleanderväxtart som beskrevs av Meve och Mangelsdorff. Ceropegia yemenensis ingår i släktet Ceropegia och familjen oleanderväxter. Inga underarter finns listade i Catalogue of Life.